# Salto São Francisco
O Salto São Francisco é a maior queda d'água da região sul do Brasil e uma das maiores do país. 
A queda está localizada na Serra da Esperança, numa região de tríplice fronteira entre os municípios de Guarapuava, Prudentópolis e Turvo, no estado do Paraná, dentro do Parque Estadual Salto São Francisco da Esperança e da Área de Preservação Ambiental da Serra da Esperança. Na região, pertencente ao município de Guarapuava foi criado, pela prefeitura, o Parque Municipal São Francisco da Esperança, com trilhas para caminhada e vista panorâmica do salto. Possui aproximadamente 196 metros de queda livre, o que equivale a um prédio de 60 andares, onde a água transforma-se em névoa antes de tocar no chão.
A Serra da Esperança é o limite leste, no estado do Paraná, entre o Segundo e o Terceiro planalto paranaense, também conhecido como planalto basáltico ou de Guarapuava. O Terceiro Planalto é constituído por grandes derrames de rochas magmáticas que ocorreram na Bacia do Paraná, entre 137 e 127 milhões de anos, sendo constituídos principalmente por basaltos e fazem parte da Formação Serra Geral .